# 塞勒蒙·巴雷加
塞勒蒙·巴雷加·希尔塔加（Selemon Barega Shirtaga，2000年1月20日—）是一名主要参加5000米赛跑比赛的埃塞俄比亚长跑运动员。他代表他的国家在2017年世界田径锦标赛的决赛中以第五名完赛。他也在2016年世界U20田径锦标赛和2017年世界U18田径锦标赛上赢得金牌。他在卡塔尔多哈举行的2019年世界田径锦标赛男子5000米项目中赢得银牌。他獲得2020年夏季奧林匹克運動會田徑男子10000米金牌。